# Col·legi d'Educadores i Educadors Socials de Catalunya
El Col·legi d'Educadores i Educadors Socials de Catalunya (CEESC) és un col·legi professional amb seu a Barcelona que aglutina els professionals que, amb la titulació universitària específica d'educació social, exerceixen la professió a Catalunya. Va ser establert el 1996 mitjançant l’aprovació de la Llei 15/1996 pel Parlament de Catalunya. Segons els seus estatuts, la missió principal del Col·legi és la de salvaguardar els interessos professionals de les persones col·legiades i vetllar perquè les seves actuacions es corresponguin a les necessitats de la societat. L'estructura del Col·legi es distribueix en cinc demarcacions: Barcelona, Girona, Lleida, Camp de Tarragona i Terres de l'Ebre. El CEESC és el primer col·legi professional d'educació social existent a l'estat espanyol.

## Història
Durant la dècada dels anys 80 i els primers de la dels anys 90, va tenir lloc un procés de coordinació i confluència dels professionals immersos en diversos àmbits socioeducatius. L'Associació Professional d'Educadors Socials de Catalunya (APESC) és considerada la precursora i impulsora del Col·legi. A més, en el desenvolupament de l'associacionisme de l'Educació Social a Catalunya, cal destacar els següents instruments fins a arribar a la posterior creació del CEESC: AEEC (1984), APEEC (1991) i APESC (1994).
La integració de la formació universitària, amb la creació de la Diplomatura en Educació Social el 1991, va tenir un paper fonamental en la normalització de la professió i va marcar el camí per a l'establiment posterior del Col·legi. Amb l'aprovació de la Llei 15/1996 pel Parlament de Catalunya, el CEESC esdevingué el primer col·legi professional d'educació social existent a Espanya.

## Funcions i objectius
Segons marquen els seus estatuts, el Col·legi té com a objectius representar i defensar els interessos professionals de les persones col·legiades i vetllar perquè les seves actuacions es corresponguin als interessos i a les necessitats de la societat, així com garantir el compliment de la bona pràctica i de les obligacions deontològiques de la professió i promoure el reconeixement social i professional de l'educació social. Entre les seves reivindicacions històriques es troben la regulació de la figura dels educadors socials en el sistema educatiu i l'augment dels recursos dedicats al sector social. A més, el Col·legi ha alertat que la manca de recursos i la contractació de no educadors contribueixen al desprestigi de l'ofici de l'educador.

## Activitat
El CEESC publica la revista Quaderns d’Educació Social que inclou continguts d’actualitat i de la pràctica professional, i el Full informatiu amb informació de les activitats, projectes i serveis oferts pel Col·legi. El Col·legi celebra anualment el Dia Internacional de l'Educació Social, que té lloc el 2 d'octubre. Aquesta commemoració inclou diverses activitats, com la il·luminació de blau d'edificis públics d'arreu de Catalunya i el lliurament dels Premis Celebrem i Construïm Professió als estudiants de les universitats catalanes amb millors expedients i Treballs de Fi de Grau de la seva promoció.
L'organització del Col·legi es reparteix en cinc àmbits territorials: Barcelona, Girona, Lleida, Camp de Tarragona i Terres de l'Ebre. El CEESC forma part del Consell General de Col·legis d'Educadores i Educadors Socials (CGCEES) des de la seva creació l'any 2007, així com de l'Associació Intercol·legial de Col·legis Professionals de Catalunya.